# Nicht mehr normal
Nicht mehr normal. Gesellschaft am Rande des Nervenzusammenbruchs ist ein soziologisch-zeitdiagnostisches Buch von Stephan Lessenich, das 2022 im Verlag Hanser Berlin erschien. Daran werden Bemühungen um Bewahrung oder Wiederherstellung von gesellschaftlicher Normalität als irrational analysiert.

## Inhalt
Fragestellung des Buches ist, so Lessenich in der Einleitung, wie sich eine „postnormale Gesellschaft“ zu der allmählich wachsenden Einsicht verhält, „dass das, was ihr bislang normal zu sein schien, bei genauerem Hinsehen ‚nicht mehr normal war?‘ Und dazu, dass ein ‚back to normal‘ nicht nur äußerst unwahrscheinlich ist, sondern geradezu irrsinnig wäre?“
Nachdem im ersten Kapitel Der Wille zur Normalität der Unterschied zwischen Norm und Normalität am Beispiel des Normarbeitsverhältnisses erläutert wird, das als tarifgebundene, unbefristete, sozialversicherte Vollzeitarbeit längst nicht mehr der Normalität prekärer Beschäftigung entspreche, definiert Lessenich Norm und Normalität als soziale Konstruktionen. Der Ausnahmezustand des Lockdowns während der Corona-Pandemie habe die plötzliche Abwesenheit eines „Normalzustands des In-Gesellschaft-Seins“ bewusst werden lassen und zudem vor Augen geführt, wie wenig selbstverständlich doch das alltägliche „Ins-soziale-Getümm-Werfen“ sei.
Den Verfall des für selbstverständlich Gehaltenen stellt er an verschiedenen Themenfeldern dar: der Weltfinanzkrise 2007–2008, der Flüchtlingskrise in Europa 2015/2016, der Energie- und Klimakrise sowie der Identitätspolitik. Auch der Krieg in der Ukraine wird mehrfach thematisiert, es sei aber, so Ulrike Winkelmann in ihrer Rezension, erkennbar, dass Lessenich seine These schon vorher durchformuliert hatte.
Auf die Finanzkrise habe man nicht etwa mit dem „gesellschaftlichen Unvorstellbaren“ reagiert, der Abkehr von der finanzkapitalistischen Logik, sondern mit kosmetischen Reformen zu „Stabilisierung“ der Finanzmärkte. Ähnlich werde mit der Klimakrise umgegangen. Es würden technologische und verhaltenssteuernde Verfahren zur Erreichung des „Zwei-Grad-Ziels“ verwandt, mit dessen Erreichung gewohnte Lebensweisen beibehalten werden könnten, das „allenfalls Vorstellbare“ also. Das energieintensive und ressourcenverzehrende „Produktionsregime spätindustrieller Gesellschaften“ stehe nicht zur Disposition.
Auf anderen Krisenschauplätzen würden vorrangig „tief verankerte Vorstellungen einer brüchigen und wiederherzustellenden gesellschaftlichen Einheit“ mobilisiert. Sinnbildlich dafür seien die Geschehnisse um die Fluchtmigration nach Europa in den Jahren 2015/16, während der der „gesellschaftliche Zusammenhalt“ als grundsätzlich gefährdet gesehen wurde. Eine Wiederholung solcher Wanderungsbewegungen gelte inzwischen als unvorstellbar. Auch bei den Debatten um die Identitätspolitik gehe es im Kern um die Frage der „Einheit der Gesellschaft“ – formuliert von Mehrheiten, „für die schon die Infragestellung ihrer überkommenen diskurspolitischen Vormachtstellung, von deren möglichen Ende ganz zu schweigen, schlichtweg unvorstellbar ist.“
Der Hintersinn seines Buches, so schreibt Lessenich im abschließenden Kapitel „Gesellschaft am Rande des Nervenzusammenbruchs“ liege darin, die „Irrationalität des Ganzen“ zu erkennen und gemeinsam einen praktischen Sinn für den „Irrsinn der herrschenden Verhältnisse“ zu entwickeln, ganz gleich ob im Feld der Finanz-, Klima-, oder Zuwanderungspolitik, bei der Organisation des „gesellschaftlichen Zusammenhalts“ oder der Geschlechterverhältnisse, im Umgang mit Pandemien oder Diktatoren: „Wir sind aufgefordert, die Macht der Illusion zu brechen – der Illusion, dass wir mit den alten Rezepten weiter-, ja auch nur ansatzweise durchkommen könnten.“

## Rezeption
Dass Lessenich seine Analyse an den Begriff Normalität bindet, hat für Rezensenten Günther Nonnenmacher (Frankfurter Allgemeine Zeitung) keinen Erkenntnisgewinn. Die Krisenhaftigkeit, die Thema des Buches sei, habe es in allen Phasen historischer Umbrüche gegeben, sie sei somit ein normales Symptom. Letztlich gehe es dem Soziologen um „andere Formen der Vergesellschaftung“, um ein „Neudenken der korrektiven Möglichkeiten einer Befreiung von Zwängen, die uns noch immer als Freiheiten erscheinen“. Nonnenmacher zweifelt daran, dass Lessenich mit seiner „wenig differenzierten Verdammung der Verhältnisse“ und seinen „inhaltsarmen bis utopischen Vorstellungen einer möglichen Zukunft“ skeptische Leser überzeugen kann.
Ulrike Winkelmann referiert in der taz die Thesen des Buches und befindet abschließend: „Wer darüber hinaus bei Lessenich Lösungen sucht, Auswege, konstruktive Ansätze, Politikvorschläge gar, wird in seinem Buch enttäuscht. Darin steht Lessenich in echter Tradition der Kritischen Theorie.“ Ähnlich bemängelt Jens Balzer (Deutschlandfunk Kultur), dass man von Lessenich nicht so recht erfahre, wie es stattdessen weitergehen kann.